# Stadtkirche Ludwigslust

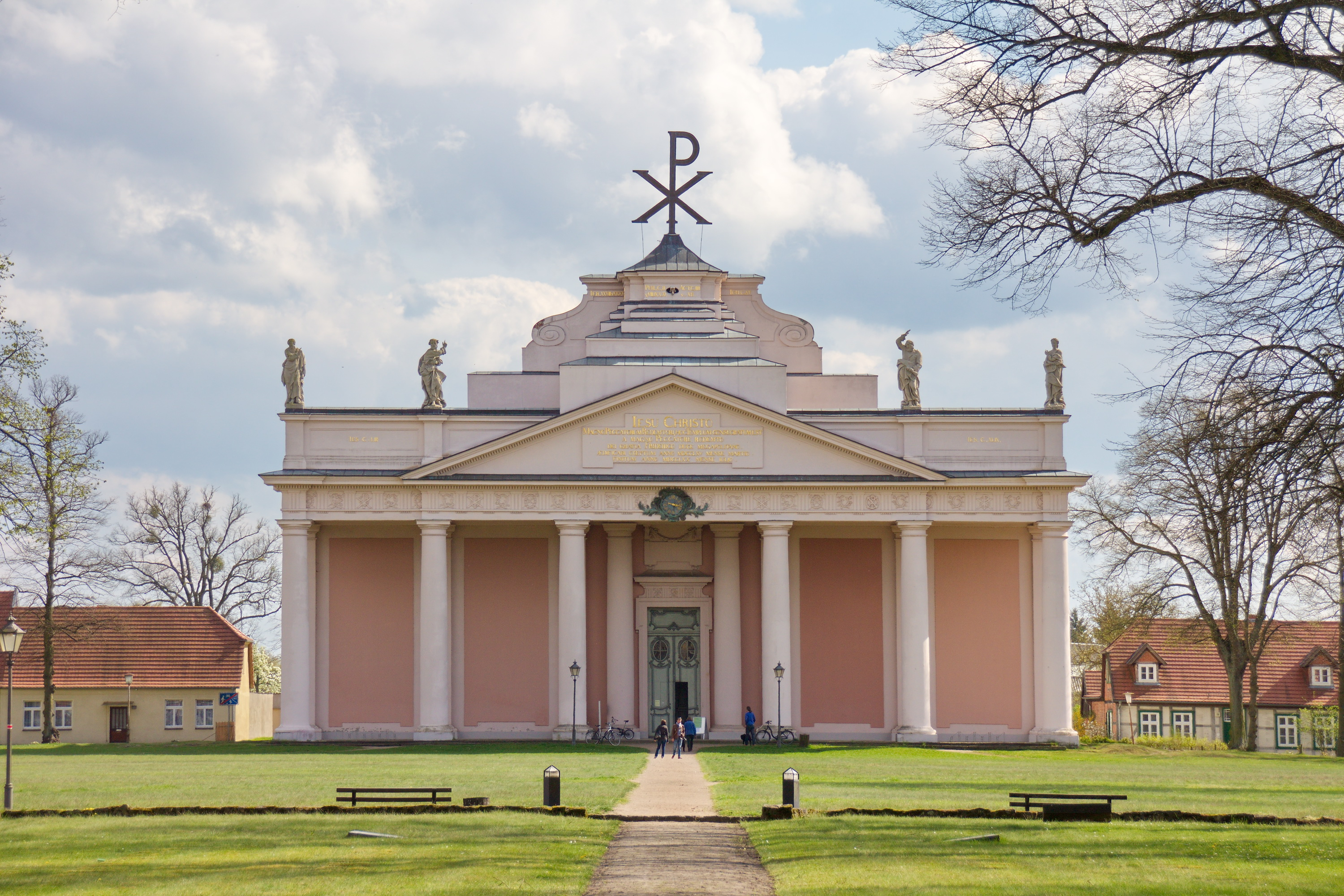
Stadtkirche Ludwigslust

Die einstige Schlosskirche und heutige Stadtkirche ist ein evangelischer Sakralbau im mecklenburgischen Ludwigslust. Sie wurde 1765 bis 1770 durch Herzog Friedrich von Johann Joachim Busch im Klassizismus erbaut und bildet ein Ensemble mit dem Schloss Ludwigslust.

## Äußeres

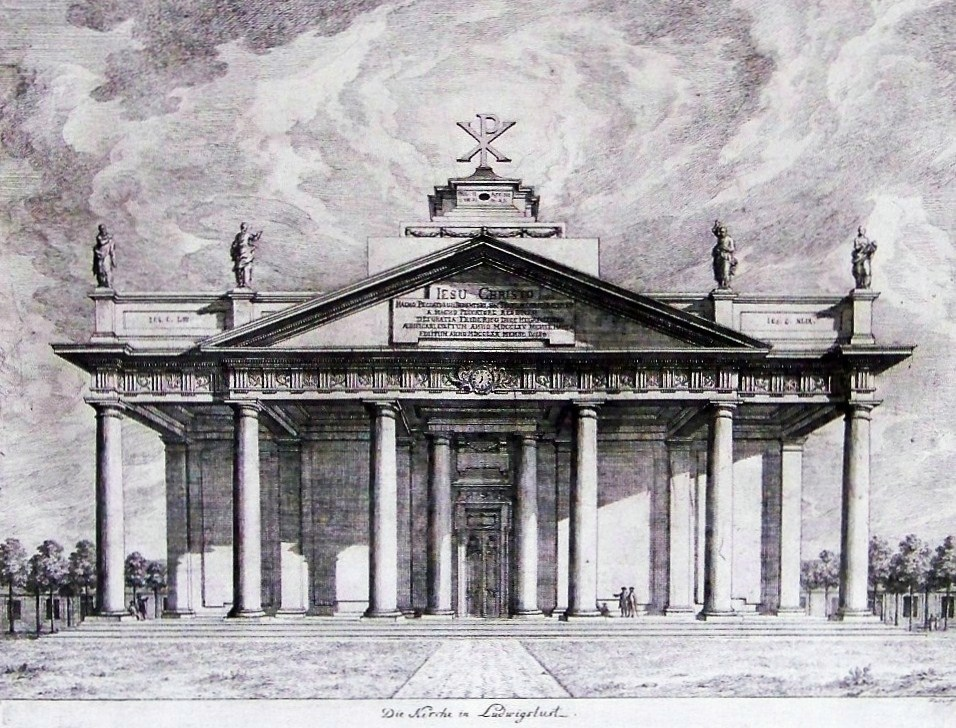
Schlosskirche Ludwigslust, Stich von Johann Dietrich Findorff, 1767

Die Schlosskirche wurde auf Veranlassung des Herzogs Friedrich von 1765 bis 1770 im Zuge des Ausbaus der Residenz durch den Architekten Johann Joachim Busch als Hofkirche und Grablege erbaut. Durch ihre Ausrichtung auf das Schloss ist die Kirche nicht geostet, sondern als Ausgangs- bzw. Endpunkt einer über einen Kilometer langen Achse mit dem Schloss verbunden. Dadurch, dass Schloss und Kirche und damit der zentrale Goldene Saal der Residenz, sowie die herzogliche Empore und der Altar in einer geraden Linie liegen, verdeutlicht das Ensemble die Stellung des Fürsten im Sinne des Gottesgnadentums. 
Die eigentliche Kirche ist ein aus Backstein errichteter, äußerlich schlicht verputzter Saalbau mit einem Mansarddach, dem ein überbreiter, kulissenartiger Portikus vorangestellt ist, der aus Blickrichtung des Schlosses mit seiner toskanischen Säulenhalle als Point de vue dient. Von den fünf sichtbaren Jochen verbirgt sich die Kirche nur hinter den mittleren drei Öffnungen. Die Schaufront wird von Sandsteinfiguren der vier Evangelisten und einem hohen Christusmonogramm bekrönt, den Figurenschmuck schuf J. Eckstein. Die Säulenhalle wird von einem hohen Giebelfeld bekrönt; es trägt in großen Lettern die Widmungsinschrift
IESU CHRISTO / MAGNO PECCATORUM REDEMTORI HOC TEMPLUM CONSECRATUM EST / A MAGNO PECCATORE REDEMTO / DEI GRATIA FRIDERICO DUCE MEGAPOLITANO / AEDIFICARI COEPTUM ANNO MDCCLXV MENSE MARTIO / FINITUM ANNO MDCCLXX MENSE IULIO
Jesus Christus / dem großen Erlöser der Sünder ist dieser Tempel geweiht / von einem großen erlösten Sünder / Friedrich, durch Gottes Gnade mecklenburgischer Herzog / zu bauen begonnen im Jahr 1765 im Monat März / vollendet im Jahr 1770 im Monat Juli

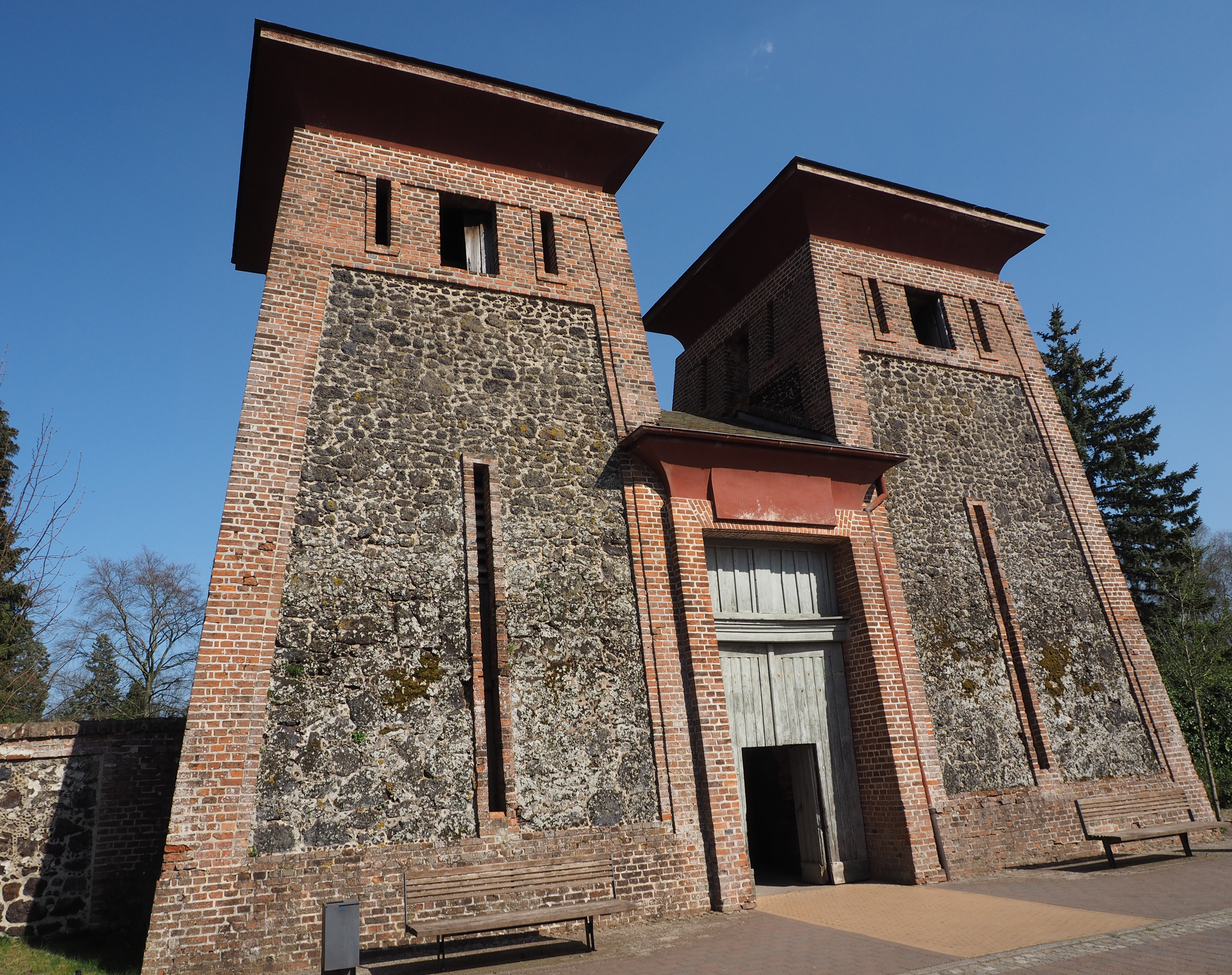
Die am Eingang zum Friedhof separat stehenden Glockentürme

Die Kirche besitzt keinen eigenen Glockenturm, das Glockengestühl ist einige hundert Meter östlich in den Türmen des Friedhofsportals untergebracht. Seit dem 19. Jahrhundert dient die Schlosskirche als evangelisch-lutherische Stadtkirche von Ludwigslust. Die Gemeinde gehört zur Propstei Parchim im Kirchenkreis Mecklenburg der Evangelisch-Lutherischen Kirche in Norddeutschland (Nordkirche). Sie hat rund 2.800 Mitglieder und beschäftigt rund 20 Mitarbeiter haupt- und mehr als 100 Mitarbeiter ehrenamtlich. Gottesdienste finden in der Stadtkirche an Sonn- und Feiertagen von Ostern bis Neujahr statt, in den Wintermonaten werden die Gottesdienste in das Gemeindehaus verlegt. Weiter finden Konzerte und Führungen in der Kirche statt. Um den Erhalt und die Pflege kümmert sich der Förderverein Stadtkirche Ludwigslust. Die Stadtkirche war im Herbst 1989 Schauplatz von Protesten gegen das DDR-Regime. Zum 250. Jubiläum ihrer Erbauung wurde 2020 eine 140-seitige Chronik veröffentlicht.

## Inneres

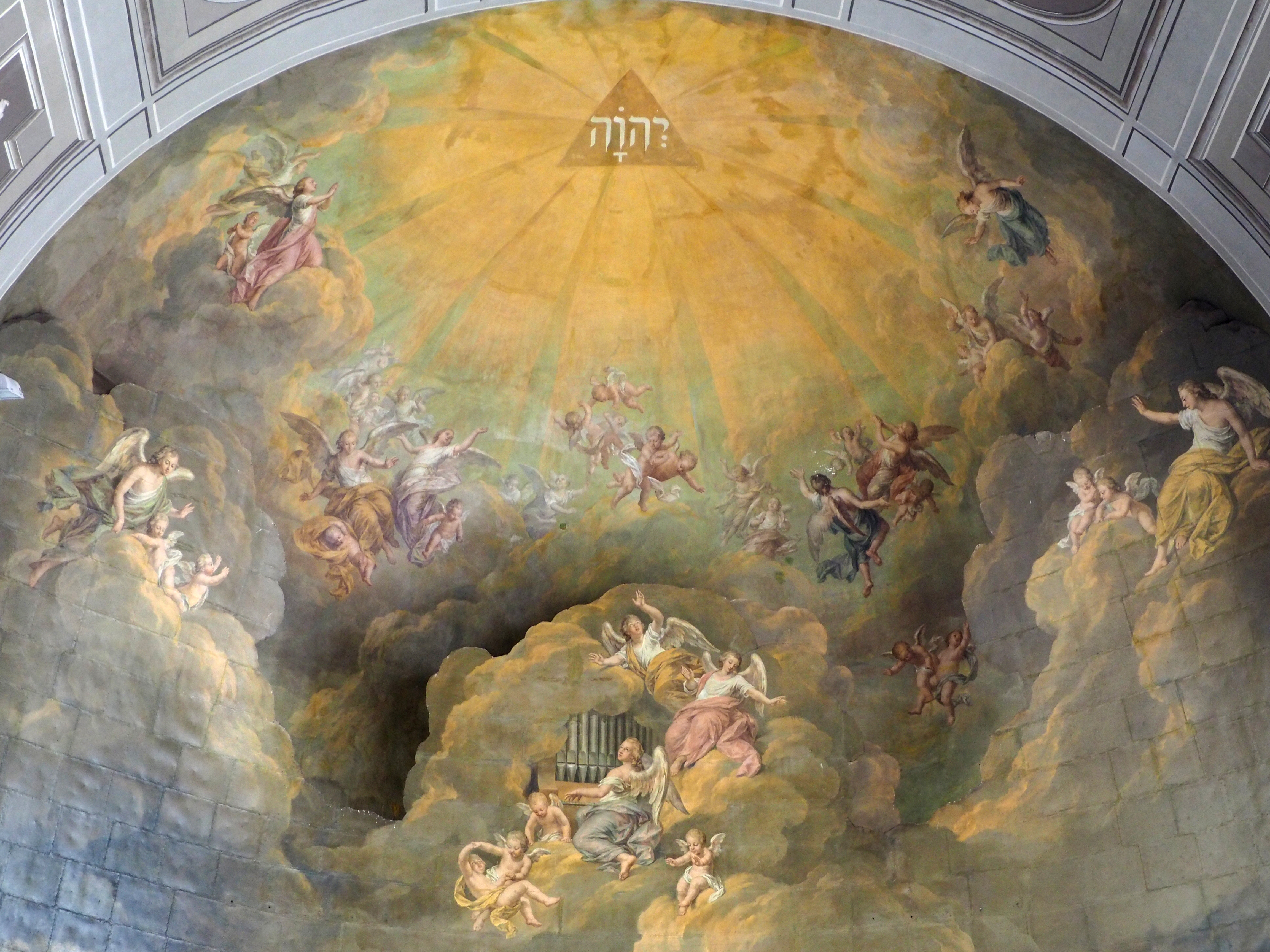
Detail des Altargemäldes: Zu sehen sind die Orgel und ein Teil der Pappmaché-Vierecke

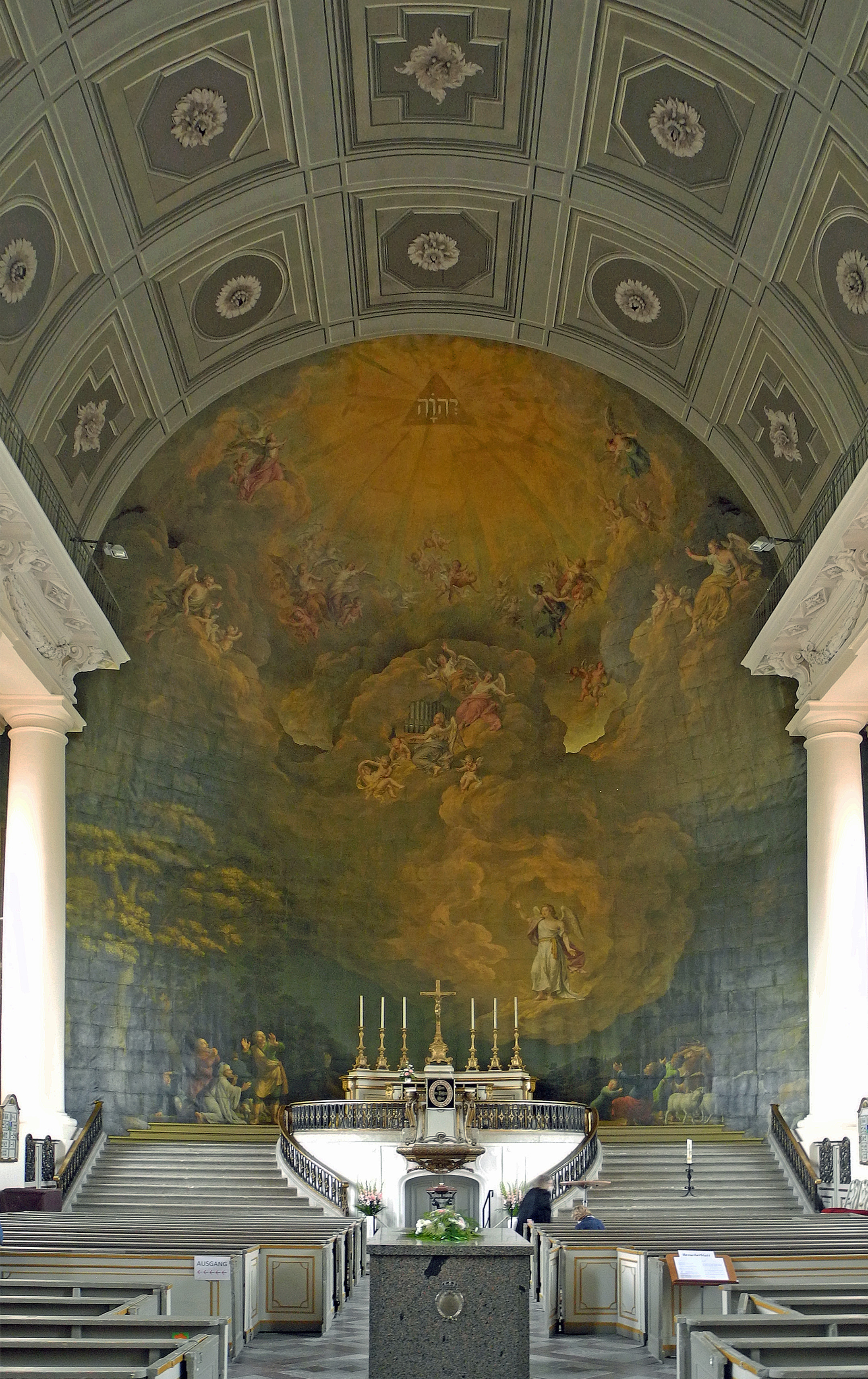
Blick zum Altar

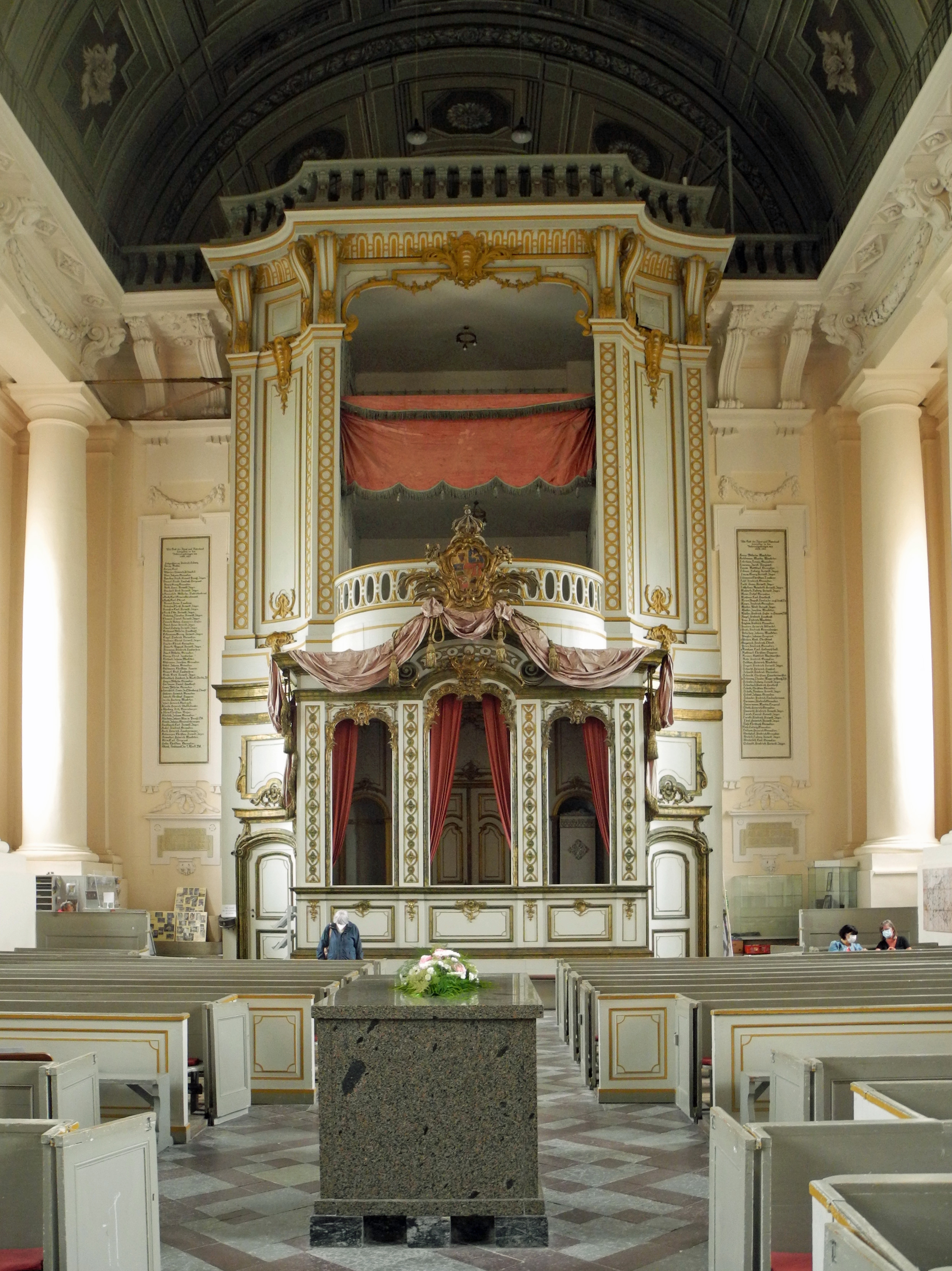
Blick zur Empore

Das Innere der Kirche wird durch 16 nicht tragende, hölzerne Säulen gegliedert und von einem kassettierten, hölzernen Tonnengewölbe überspannt. Den Höhepunkt des Kirchenraumes bildet ein monumentales Gemälde an der Südwand, das die Verkündigung der Hirten darstellt. Es überragt mit seinen mehr als 350 m2 Fläche den gesamten Altarbereich. Das aus etwa 1000 Pappmaché-Vierecken bestehende, mehrdimensionale Gemälde schuf der Hofmaler Johann Dietrich Findorff, vollendet wurde es von Johann Heinrich Suhrlandt. Hinter den auf Karton gemalten und auf eine Holzwand geklebten Ebenen des Gemäldes sind, aus Blickrichtung des Kirchenraumes nahezu unsichtbar, die Sakristei, darüber die Orgel und die Sängeremporen verborgen.
Unterhalb des als Confessio erhöhten Altarbereichs mit seiner zentralen Kanzel und den geschwungenen Treppenläufen befindet sich die Gruft der Herzogin Louise Friderike von Württemberg. Das Grabmal ihres Gatten, des Bauherren Herzog Friedrich, steht vor dem Eingang der Gruft in der Mitte des Kirchenraumes. Das gestalterische Gegengewicht zum Altarbereich bildet die Empore der herzoglichen Familie an der Nordwand, die durch ihren reichen barocken Dekor einen Kontrast zum eher klassizistisch geprägten Kirchenraum bildet.
Eine Besonderheit der ehemaligen Schlosskirche ist die nahezu durchgängige Verwendung von bemaltem Pappmaché, dem sogenannten Ludwigsluster Carton, als Material für die Dekore, Leuchter und sonstigen Ausstattungsgegenstände. Das Altargerät der Kirche stammt zum Teil noch aus der für die Anlage der Siedlung niedergelegten Dorfkirche in Klenow, dem Dorf, aus dem sich im 18. Jahrhundert die Stadt Ludwigslust entwickelte. Die Orgel entstammte ursprünglich der Werkstatt von Paul Schmidt, die heutige Orgel ist ein Werk Friedrich Frieses III.
| I Hauptwerk C–f3       |        |
| Bordun                 | 16’    |
| Principal              | 08’    |
| Gedact                 | 08’    |
| Doppelflöte            | 08’    |
| Portunalflöte          | 08’    |
| Gemshorn               | 08’    |
| Gamba                  | 08’    |
| Flöte                  | 04’    |
| Octave                 | 04’    |
| Spitzflöte             | 04’    |
| Quinte                 | 02 ⁄3’ |
| Octave                 | 02’    |
| Progressio Harm. II-IV | 02’    |
| Trompete               | 08’    |

| II Oberwerk C–f3 (schwellbar) |     |
| Geigenprincipal               | 08’ |
| Lieblich Gedact               | 08’ |
| Zartflöte                     | 08’ |
| Viola d’ amour                | 08’ |
| Voix céleste                  | 08’ |
| Aeoline                       | 08’ |
| Octave                        | 04’ |
| Rohrflöte                     | 04’ |

| Pedalwerk C–d1 |         |
| Principalbass  | 16’     |
| Subbass        | 16’     |
| Quinte         | 10 2⁄3’ |
| Principalbass  | 08’     |
| Violoncello    | 08’     |
| Bassflöte      | 08’     |
| Octave         | 04’     |
| Posaune        | 16’     |

## Persönlichkeiten
- 1772 Ferdinand Ambrosius Fidler[4]
- 1837–1843 Johann Wilhelm Matthias Wöhler, Organist
- 1839–1850 Carl Wilhelm Sellin[5]
- 1882–1892 Wolrad Wolff, später Oberhofprediger in der Schlosskirche Schwerin
- 1934–1935 Ernst Voß, Landessuperintendent
- 1939–1955 Bruno Theek, Pastor